# Зоровий аналізатор

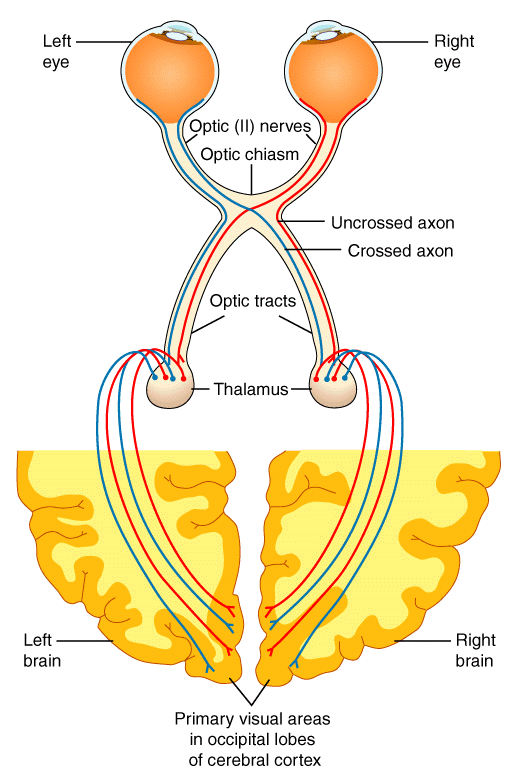
Зорова система людини

Зоровий аналізатор (орган зору) — складова системи органів чуття, аналізатор зовнішнього середовища, що призначена для відтворення образів навколишнього середовища. Орган зору складається з очного яблука, зорового нерва та додаткових структур.

## Додаткові структури ока
До додаткових структур ока належать:
- зовнішні м'язи очного яблука — це чотири прямі м'язи, які починаються від фіксованого навколо зорового каналу на клиноподібній кістці спільного сухожилкового кільця, що оточує зоровий нерв, очну артерію, ІІІ, IV, VI пари черепних нервів.

- Серед прямих м'язів виділяють:

- верхній прямий м'яз
- нижній прямий м'яз
- бічний прямий м'яз
- присередній прямий м'яз

Своїми сухожилками вони вплітаються в білкову оболонку попереду екватора очного яблока, на 5 - 8 мм позаду краю рогівки. Кожний з них повертає очне яблуко в свій бік, куди, відповідно, повертається зіниця.
- Косі м'язи:

- верхній косий м'яз — знаходиться між верхнім і присереднім прямими м'язами. біля блокової ямки він утворює сухожилок, який під гострим кутом перекидається через блок, змінюючи свій напрямок назад, латерально і прикріплюється до білкової оболонки позаду екватора очного яблука. Цей м'яз повертає очне яблуко донизу і назовні
- нижній косий м'яз — починається від очної поверхні тіла верхньої щелепи біля ямки сльозового мішка, прикріплюється до бічної поверхні очного яблука, позаду екватора. Скорочуючись, м'яз повертає очне яблуко догори та назовні

Від спільного сухожилкового кільця починається м'яз — підіймач верхньої повіки, який прикріплюється до її хряща.
- окістя очної ямки — з кістками, що утворюють її, з'єднане нещілоно, у ділянках каналу зорового нерва і верхньої очної щілини зрощене з твердою оболоною головного мозку.
- жирове тіло очної ямки — оточує зоровий нерв та розташовані в цьому тілі зовнішні м'язи очного яблука
- піхва очного яблука — відділяє від білкової оболонки жирове тіло очної ямки. Між останнім і піхвою очного яблука є сполучнотканинні волокна, які не заважають його рухові. щілина між очним яблуком і піхвою очного яблука називається надбілковооболонковим простором. У глибині очної ямки піхва очного яблука зрощена з волокнистою піхвою зорового нерва, спереду вона підходить до верхнього і нижнього склепінь сполучної оболонки. Піхву очного яблука пронизують сухожилки шести м'язів очного яблука, судини і нерви.
- очноямкова перегородка — частково закриває очну ямку спереду. Це сполучнотканинна пластинка, яка починається від над- і підочноямкових країв очної ямки і зростається з верхнім і нижнім хрящами повік, утворюючи з ними єдине ціле.
- сполучна оболонка, кон'юнктива — має дві частини:
  - кон'юнктиву повік — вкриває задню поверхню повік
  - кон'юнктива очного яблука — вкриває спереду білкову оболонку
- брови — вкриті волоссям шкірні валики, розташовані на межі верхніх повік і шкіри чола
- повіки
- зльозовий апарат. Складається з:
  - сльозових залоз
  - системи сльових шляхів. Сьозова рідина тече в сльозове озеро, з якого через сльову протоку проникає в розташовані під шкірою повік присереднього кута ока верхній і нижній слизові канальці, які впадають у сльозовий мішок, розташований у ямці сльозового мішка очної ямки. Носо-сльозовою протокою сльозова рідина витікає зі сльозового мішка і потрапляє в нижній носовий хід

## Провідні шляхи зорового аналізатора
Світло є подразником світлочутливих рецепторів, розташованих у сітківці очного яблука. Ці рецептори — колбочкоподібні та паличкові зорові клітини — є першим нейроном провідного шляху зорового аналізатора. Другий нейрон — це біполярні нейроцити, які з'єднують паличкові та колбочкові зорові клітини з вузловими клітинами сітківки. Аксони вузлових нейроцитів — третіх нейронів провідного шляху — утворюють зоровий нерв. Зоровий нерв через зоровий канал проникає в порожнину черепа, де з однойменним нервом другого ока утворює зорове перехрестя. Перехрещуються присередні частини зорових нервів, які йдуть від присередніх половин сітківки. Після перехрестя формується зоровий шлях. У зорових шляхах проходять волокна не від сітківки одного ока, як у зоровому нерві, а від однойменних половин сітківки обох очей. Зоровий шлях закінчується в підкіркових зорових центрах. У них розміщуються четверті нейрони провідного шляху зорового аналізатора.

## Чутлива інервація
Очне яблуко, сльозові залози, верхні повіки, жирове тіло іннервуються першою гілкою трійчастого нерва.
Зовнішні м'язи очного яблука іннервують III, IV, VI черепні нерви.

## Кровопостачання органа зору
Здійснюється за рахунок очної артерії, яка є гілкою внутрішньої сонної артерії і проникає в очну ямку через зоровий канал. Сітківку живить центральна артерія сітківки, яка проникає в очне яблуко в товщі зорового нерва. Судинна оболонка кровопостачається передніми війковими артеріями, які, анастомозуючи в райдужці, утворюють біля війчастого її краю велике артеріальне коло райдужки. Також вона кровопостачається задніми довгими війковими артеріями і короткими зайдніми. Білкова оболонка кровопостачається задніми короткими війковими артеріями. Сльозова залоза — сльозовою артерією. Зовнішні м'язи — м'язовими гілками. Повіки і кон'юнктива — бічними повіковими артеріями — є гілками сльозової артерії і присередніми повіковими артеріями, анастомози цих артерій утворюють дугу верхньої повіки і дугу нижньої повіки.
Венозна кров від різних утворень органа зору відтікає по однойменним венам, які зливаючись утворюють верхню і нижню очні вени. Верхня вена проходить через верхню очноямкову щілину, і впадає в печеристу пазуху, а нижня — у верхню очну вену. Із сітківки кров відтікає в центральну вену сітківки, із судинної оболонки — в чотири завиткові вени, що вливаються в очні вени.

## Розвиток органа зору
На ранніх стадіях ембріогенезу частини очного яблука розвиваються з трьох зачатків — нервової трубки, ектодерми і мезенхіми. На початку другого місяця виникає нервовий зачаток у вигляді двох зорових пухирців — випинань бічних стінок майбутнього проміжного мозку. Передня частина зорового пухирця зближається з розташованою попереду нього ектодермою, яка поступово заглиблюється в порожнину зорового пухирця, унаслідок чого зоровий пухирець набуває форми двостінного келиха. Частина ектодерми розташована навпроти отвору очного келиха, відшнуровується, утворюючи кришталик. задня частина очного пухирця з'єднана з порожниною майбутнього проміжного мозку стебельцем.
У тримісячного зародка внутрішня стінка келиха перетворюється на сітківку з паличковидними і колбочковидними зоровими клітинами. Його зовнішня стінка утворює зовнішній пігментний шар сітківки. Стебельце очного келиха пронизують нервові волокна, які беруть початок від нейронів сітківки, входять у мозок й утворюють зоровий нерв. Мезенхіма, що оточує келих, проникає в його порожнину, утворюючи судинну оболонку разом з райдужкою і війковим тілом, волокнисту оболонку, бере участь в утворенні склистого тіла. Передня частина волокнистої оболонки перетворюється на рогівку, задня — на щільну білкову оболонку.
Повіки починають утворюватися на третьому місяці розвитку у вигляді складок ектодерми. З неї розвивається сполучна оболонка, а з епітелію сполучної оболонки верхньої повіки виникає сльозова залоза. З міотомів трьох пар головних сомітів утворюються шість окорухових м'язів.